# Middleby
Middleby est une entreprise américaine spécialisée dans la production de four et de mobilier de cuisson. Son siège social est situé à Elgin dans l'Illinois. 

## Histoire
En juillet 2015, Middleby acquiert Aga Rangemaster pour 129 millions de livres.
En avril 2021, Middleby annonce l'acquisition de Welbilt pour 2,9 milliards de dollars, en partie en échange d'action.